# Velika loža Bolivije
Velika loža Bolivije je prostozidarska velika loža v Boliviji, ki je bila ustanovljena leta 1929.
Združuje 39 lož, ki imajo skupaj 2.338 članov.